# فاكوندو كوليديو
فاكوندو كوليديو (بالإسبانية: Facundo Colidio)‏ (مواليد 4 يناير عام 2000) هو لاعب كرة قدم أرجنتيني يلعب في نادي سينت ترويدن على سبيل الإعارة.

## روابط خارجية
- فاكوندو كوليديو على موقع قاعدة بيانات كرة القدم.إي يو (الإنجليزية)
- فاكوندو كوليديو على موقع Soccerway.com (الإنجليزية)
- فاكوندو كوليديو على موقع عالم كرة القدم.نت (الإنجليزية)